# Chipiona (kommunhuvudort)
Chipiona är en kommunhuvudort i Spanien.   Den ligger i provinsen Provincia de Cádiz och regionen Andalusien, i den sydvästra delen av landet, 500 km sydväst om huvudstaden Madrid. Chipiona ligger 6 meter över havet och antalet invånare är 18 583.
Terrängen runt Chipiona är platt. Havet är nära Chipiona åt nordväst. Runt Chipiona är det tätbefolkat, med 286 invånare per kvadratkilometer. Närmaste större samhälle är Sanlúcar de Barrameda, 8,9 km nordost om Chipiona. Trakten runt Chipiona består till största delen av jordbruksmark.